# Wyszanów (województwo lubuskie)

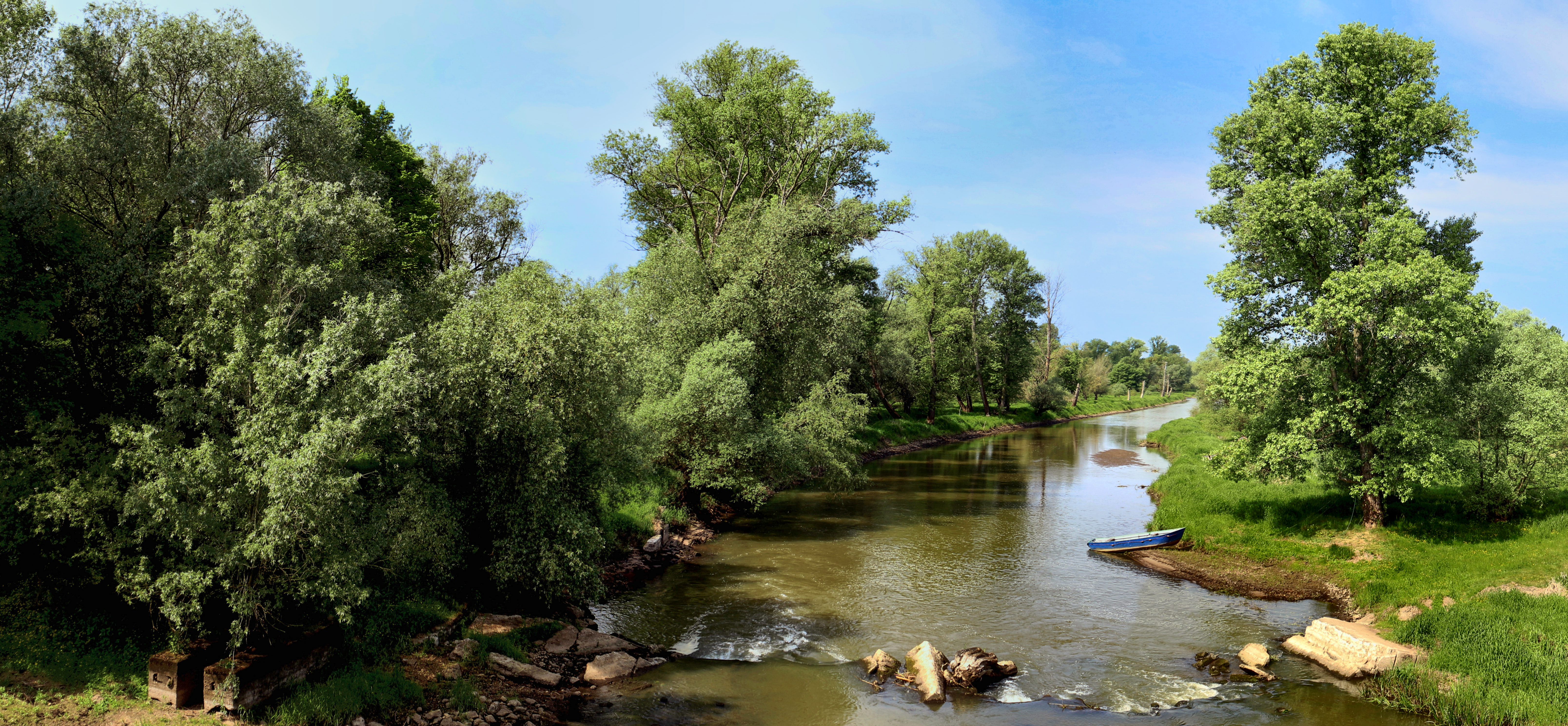
Rzeka Barycz w Wyszanowie

Wyszanów – wieś w Polsce położona w województwie lubuskim, w powiecie wschowskim, w gminie Szlichtyngowa, nad Baryczą niedaleko jej ujścia do Odry.
W latach 1975–1998 miejscowość należała administracyjnie do województwa leszczyńskiego.

## Nazwa
Miejscowość pod zlatynizowaną nazwą Wissonowo wymieniona jest w łacińskim dokumencie z 1277 roku sygnowanym przez księcia polskiego Przemysła I z 1277 roku wydanym w Poznaniu. W roku 1613 śląski regionalista i historyk Mikołaj Henel z Prudnika wymienił miejscowość w swoim dziele o geografii Śląska pt. Silesiographia podając jej łacińską nazwę: Schwusen pagus.

## Zabytki
Do wojewódzkiego rejestru zabytków wpisane są:
- kościół w ruinie, z XVI wieku, XVII wieku
- budynek bramny, nr 16 na terenie folwarku, z 1907 roku
- dom nr 3, z połowy XIX wieku.